# Nummer 1 (single)
Nummer 1 is een Nederlandstalige single van de Belgische band De Kreuners uit 1980.
De  B-kant van de single was het liedje Zaterdagnacht.
Het nummer verscheen niet op lp, wel verscheen er een live-versie van het nummer op het album Weekends in België uit 1984.

## Meewerkende artiesten

### Originele versie
- Producer
  - Jean-Marie Aerts
- Muzikanten
  - Erik Wauters (gitaar)
  - Luc Imants (gitaar)
  - Patrick Van Herck (drums)
  - Walter Grootaers (zang)

### Live-versie[3]
- Productie: 
  - Jean-Marie Aerts
- Muzikanten:
  - Erik Wauters (gitaar)
  - Jan Van Eyken (basgitaar)
  - Luc Imants (gitaar)
  - Patrick Van Herck (drums)
  - Walter Grootaers (zang)